# Ардара
Ардара (итал. Ardara) је насеље у Италији у округу Сасари, региону Сардинија.
Према процени из 2011. у насељу је живело 611 становника. Насеље се налази на надморској висини од 302 м.

## Становништво
Према резултатима пописа становништва 2011. у општини је живело 800 становника.
| 1931. | 1936. | 1951. | 1961. | 1971. | 1981. | 1991. | 2001. | 2011. |
| ----- | ----- | ----- | ----- | ----- | ----- | ----- | ----- | ----- |
| 695   | 783   | 1.063 | 1.036 | 780   | 717   | 839   | 847   | 800   |